# Flosmaris phellioides
Flosmaris phellioides är en havsanemonart som beskrevs av Stephenson 1920. Flosmaris phellioides ingår i släktet Flosmaris och familjen Isophelliidae. Inga underarter finns listade i Catalogue of Life.